# 菊地りお
菊地りお（きくち りお、2000年4月9日 - ）は栃木県宇都宮市出身の日本の女子ゴルファーである。所属フリー。ベストスコア : 67・ホールインワン : 2回

## 来歴
父親の影響で3歳からゴルフを始める。5歳の頃から宮里藍に憧れを抱き、最も尊敬する人となった。小学4年生から試合に出場し始め、中学3年生で初めて全国中学校ゴルフ選手権大会に出場する。
2016年に宇都宮文星女子高等学校へ進学し、ゴルフ部に入る。同年、1年生で第71回国民体育大会ゴルフ競技の栃木県代表になる。
2017年高校2年生で栃木県知事盃争奪ゴルフ競技大会（一般女子の部）で優勝、栃木県女子オープンゴルフ選手権大会でも優勝した。前年に続いて、第72回国民体育大会ゴルフ競技に栃木県代表として出場した。
3年生の2018年も栃木県知事盃争奪ゴルフ競技大会（一般女子の部）に優勝し、2連覇を果たす。
高校卒業後の2019年8月、アメリカのQTであるQ-SCHOOLに出場するがSTAGE-1で予選落ちする。
同年10月に栃木県女子オープンゴルフ選手権大会で2年ぶりに優勝、その後の12月にはマイナビネクストヒロインゴルフツアー（以下MNGT）最終戦で優勝した。マイナビネクストヒロインゴルフツアーには第8戦から出場し第8戦がプロとして初の試合だった。

## 主な戦歴

### アマチュア時代
2013年
- とちぎあした天気になあれジュニアゴルフ競技大会：2位

2014年
- とちぎあした天気になあれジュニアゴルフ競技大会：3位

2015年
- 全国中学校ゴルフ選手権大会：36位タイ
- 栃木県知事盃争奪ゴルフ競技大会 (一般女子)：11位
- 栃木県知事盃争奪ゴルフ競技大会（ジュニア）：3位

2016年
- 全国高等学校ゴルフ選手権大会（夏季）：91位
- 栃木県ジュニアゴルフ選手権：優勝
- 栃木県女子アマチュアゴルフ選手権大会：3位
- 栃木県知事盃争奪ゴルフ競技大会（一般女子）：4位

2017年
- 関東女子ゴルフ選手権：39位タイ
- 関東高等学校ゴルフ選手権大会：30位タイ
- 関東高等学校ゴルフ選手権冬季大会：24位タイ
- 栃木県知事盃争奪ゴルフ競技大会：優勝[5]
- 栃木県女子オープンゴルフ選手権大会：優勝

2018年
- 関東ジュニアゴルフ選手権：22位タイ
- 全国高等学校ゴルフ選手権大会（春季）：26位タイ
- 日本ジュニアゴルフ選手権競技CUT：56位タイ
- 関東高等学校ゴルフ選手権大会：23位タイ
- 栃木県知事盃争奪ゴルフ競技大会：優勝
- 栃木県女子アマチュアゴルフ選手権大会：3位

### プロ時代
2019年
- MNGT第8戦Sky Thank you Cup：4位[6]
- MNGT第9戦　マイナビカップ：16位タイ[7]
- MNGT第10戦　マネースクエア FXカップ：10位タイ[8]
- MNGT最終戦　マイナビネクストヒロインゴルフツアーファイナル：優勝[4]
- 栃木県女子オープンゴルフ選手権大会：優勝[2]